# Cultura de la República Checa
Praga, capital de la República Checa, es un importante centro cultural en Europa. Entre los escritores checos destacan Franz Kafka, (autor de La Metamorfosis), Milan Kundera ( La insoportable levedad del ser) y el poeta Jaroslav Seifert, quien obtuvo el Premio Nobel de Literatura en 1984. También destaca en cinematografía, en especial la Escuela Checa de Animación, cuya máxima figura fue Jiří Trnka.

## Arquitectura

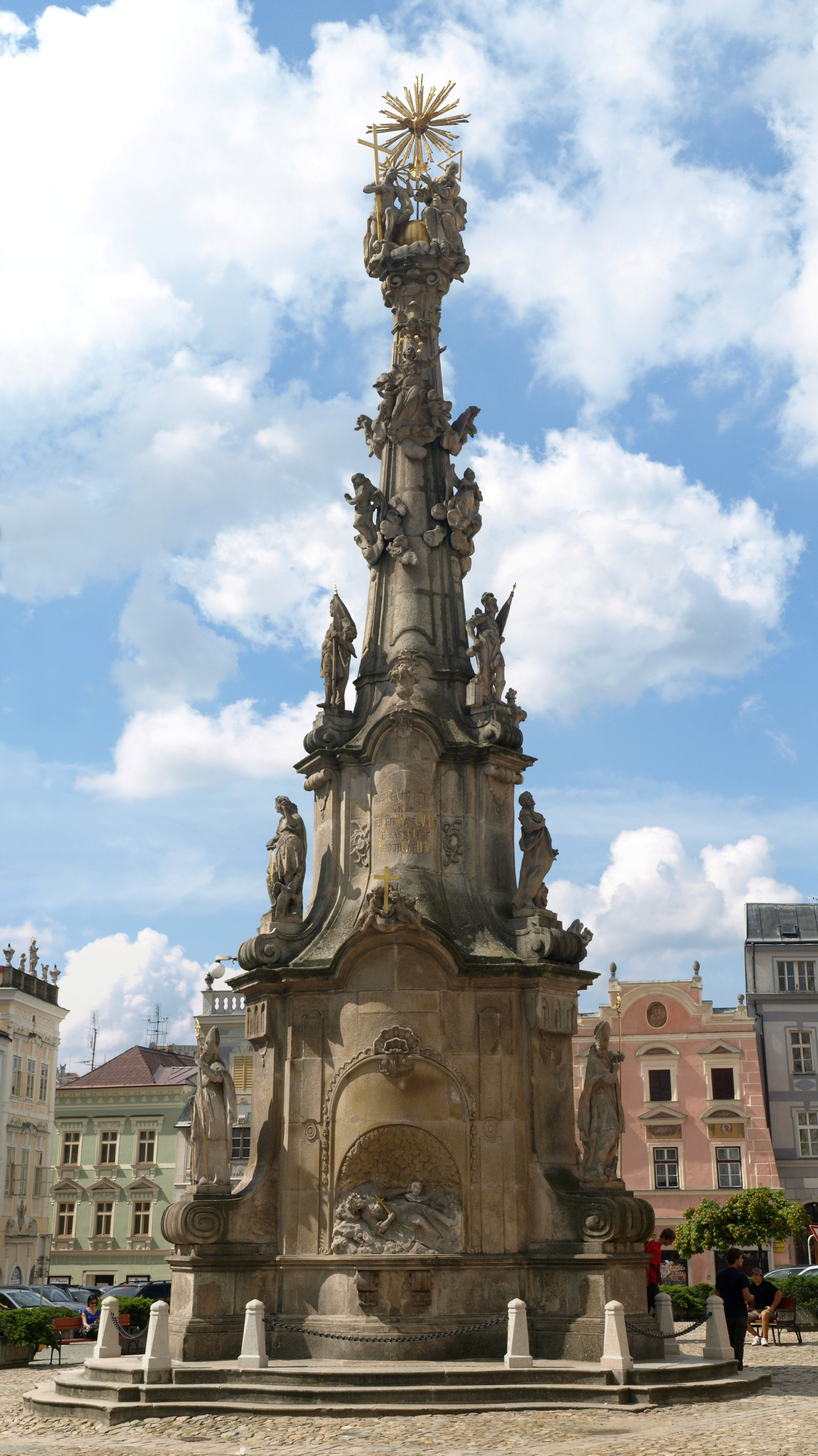
Escultura de la Santísima Trinidad situada en el centro de la plaza Náměstí Míru, la principal de Jindřichův Hradec, una de las ciudades más visitadas de la República Checa por su gran legado cultural.

Ya en el siglo X Praga era un importante centro comercial. En esa época ya existía un obispado, dos conventos de gran tamaño y una comunidad judía que habitaba en casas de piedra. En el siglo XIII comienza a utilizarse la piedra para las grandes construcciones para el siglo XIV, gracias a la influencia del Rey Carlos IV, desarrollarse un estudiado diseño de Praga utilizando principalmente el estilo gótico que la convirtió en una ciudad hermosa y en centro político-cultural de Europa. De esta época son el edificio del Arzobispado y la Catedral de San Vito. 
Con los Habsburgo llega el renacimiento con construcciones tan originales como el Palacete de la Estrella y tan hermosos como el Palacio de la Familia Schwarzenberg o la Casa del Minuto. Tras la Guerra de los Treinta Años llegó un periodo de decadencia para renacer bajo los influjos del barroco, con muestras tan interesantes como
la Residencia de Verano de la Familia Sternberken Troja o el Palacio Clam-Gallas. En el siglo XVIII se impone el clasicismo francés y en la segunda mitad del siglo XIX se pasa a un estilo personal checo promovido por los componentes de la conocida como Generación del Teatro Nacional como se puede observar en la Casa de los Artistas y en el Teatro Nacional. Este estilo propio se desarrolla intensamente con la Feria conmemorativa del país en 1891 que da como frutos el Pabellón en hierro fundido que mandó construir el Príncipe Hanavsky, el Palacio Industrial de Holesovice y el Mirador de la Colina Petrín. Ya en el siglo XX se pasa al modernismo cuyas principales muestras son la Casa Municipal, el Hotel Europa y el Palacio de Exposiciones.

## Cine
La industria cinematográfica checa tiene su motor en los Estudios Barrandov, situados en Praga, uno de los estudios más grandes de Europa y el más importante del país. La capital es, también, un lugar excelente para disfrutar con el cine de animación. Son especialmente hermosos los espectáculos poéticos y cómicos de Karel Zeman que consiguió animar personajes de cristal y grabados en madera y las obras de Jirí Trnka, el maestro del género, que creó las cine-óperas y los cine-ballets.
Aparte de este especial cine de animación en Praga existen numerosas salas en donde se pueden ver películas, sobre todo, americanas y europeas en su propio idioma y subtituladas en checo. Las listas de películas se encuentran en los periódicos Prognosis y The Prague Post donde además figuran las direcciones de los cines.

## Música

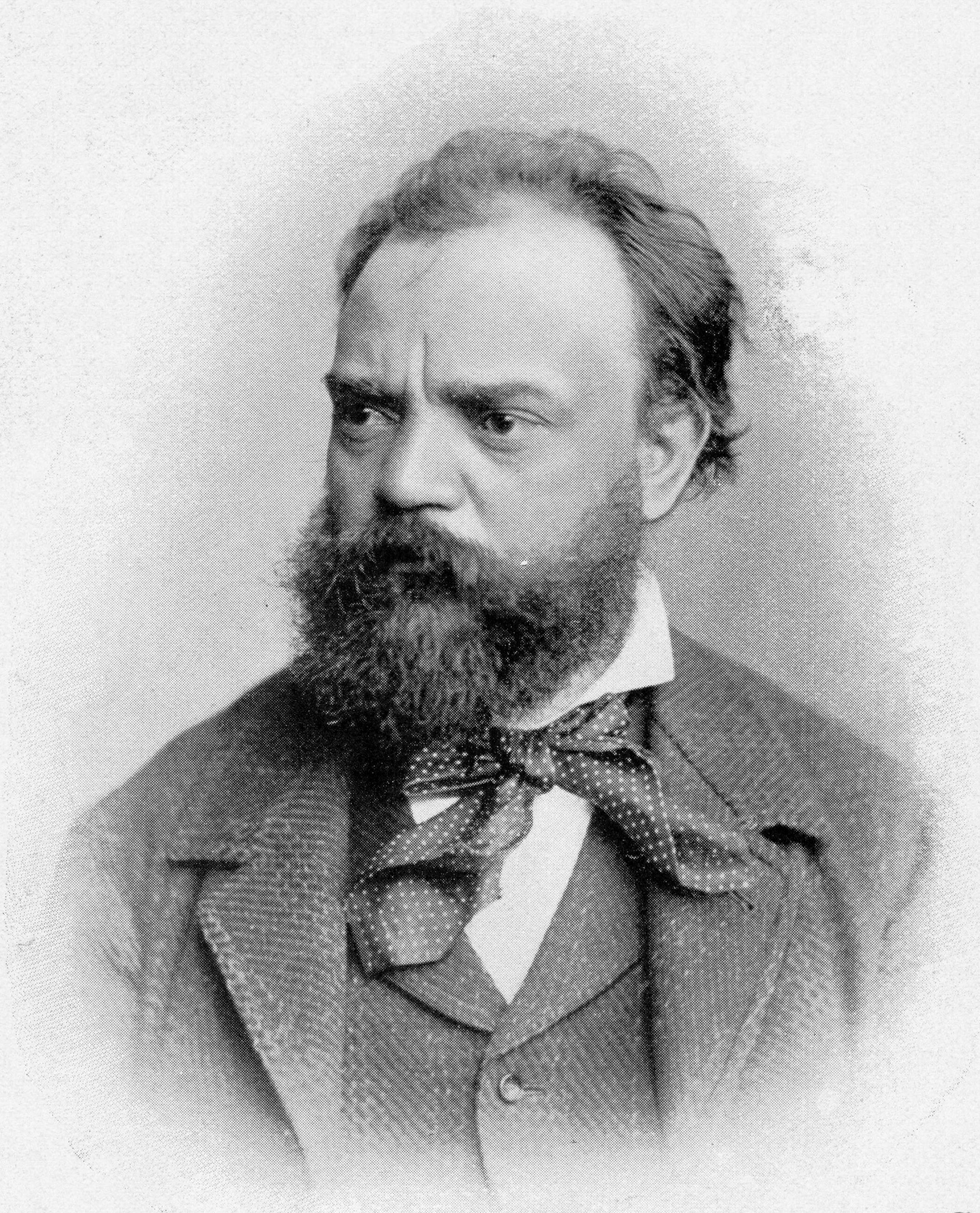
Antonín Dvořák, uno de los grandes compositores de la segunda mitad del.

En la ciudad se organizan, durante todo el año, conciertos de música clásica. Los entornos son variados, desde antiguas iglesias a hermosos auditorios como la Sala Smetana, sede de la Orquesta Sinfónica de Praga situado, en un edificio art-nouveau en Republiky 5, el Palacio de la Cultura y la sala Dvorak (en el Rudolfinum, Plaza Jan Palach), sede de la Orquesta Filarmónica Checa ubicado en un edificio neoclásico en donde se celebra la inauguración y clausura, sobre todo, del famoso Festival Internacional de la Primavera de Praga entre el 12 de mayo y los primeros días de junio. Los conciertos también se celebran regularmente en la Galería Nacional del Castillo de Praga, en los jardines, al pie del Castillo y en el Museo Nacional, en la plaza de Wenceslao. Los conciertos en la Villa Bertramka en Mozartova 169, Smichov, suelen tener a Mozart y sus contemporáneos como protagonistas. 
Varios solistas y orquestas checos gozan de gran prestigio en el extranjero. La más conocida es la Orquesta Filarmónica Checa aunque también son populares la Orquesta Sinfónica de la Radio Checa, el coro del Teatro Smetana, el grupo Música Antiqua de Praga y el Cuarteto de Praga.
Las antiguas iglesias son en entorno en donde se puede disfrutar con el Festival de Música de Órgano que tiene lugar en agosto. Los mejores programas son los que se ofrecen en la Catedral de San Vito, en Hradcany; U Krízovníku, cerca del puente de Carlos, la Iglesia de San Nicolás de la Malá Stupartská en la Ciudad Antigua, donde las notas del órgano fluyen en medio de hermosas estatuas barrocas.
Resulta curioso el Festival de Música Judía que se celebra en los meses de octubre y noviembre en el Barrio Judío.

## Opera y ballet
Praga goza de una honda tradición operística. Las representaciones en el Národní Divadlo (Teatro Nacional) situado en Národní trda 2, y en el Statní Opera Praha, Teatro de la Opera Estatal en Wilsonova 4, son sencillamente excelentes. Las óperas se suelen cantar en checo y el repertorio suele tener como protagonistas a los compositores nacionales: Janácek, Dvorak y Smetana. El histórico Stavovské Divadlo, Teatro Estatal situado en Ovdcny Trh 6, Staré Mesto fue el entorno en donde se estrenó la ópera de Mozart 'Don Giovanni' en el siglo XVIII, actualmente alterna las representaciones operísticas con obras teatrales. Los teatros Nacional y Estatal también presentan ocasionalmente espectáculos de ballet.

## Jazz
El jazz alcanzó gran notoriedad como forma sutil de protesta durante el régimen comunista y la ciudad todavía cuenta con importantes clubes de jazz donde se escucha todo tipo de géneros, desde swing hasta blues y jazz moderno. El Reduta en Národní třÍída 20, es el local de jazz más popular de Praga y continúa siendo uno de los mejores de la ciudad. También son populares el Agha RTA, Krakovská 5, que ofrece actuaciones de jazz en un ambiente entre café y sala de fiestas y el Press, situado en los bajos de PaÍiñská 9. (Zelezná Jazz Club).

## Teatro
Si desea ir al teatro pero no habla checo, asista a alguna de las excelentes actuaciones de mimo, pantomima o comedia musical en el Divadlo Image o en el Teatro para niños Loutka.
En la Laterna Magika se exhibe toda una mezcla de expresiones artísticas, cine, ballet, mimo, teatro y efectos coreográficos. Este teatro está situado en Národní třída 4, Nové Mesto y ofrece un espectáculo realmente original e interesante.
Las operetas y musicales suelen representarse en el Karlín Hudední Divadlo en Křižíkova 10 mientras que en el Teatro Křižíkova na Zábradlí se representan las interesantes obras de Václav Havel. Son dignas de verse también las representaciones de teatro negro y teatro mágico. En el Národní Divadlo, Teatro Nacional de Marionetas, situado en Zatecká 1, Praha 1, se representan obras con marionetas realmente originales. Los checos son especialistas en este arte por lo que no conviene perderse este curioso espectáculo.